# Авгури
Авгу́ри (рос. Авгуры, ерз. Авгора) — присілок у складі Старошайговського району Мордовії, Росія. Входить до складу Новофедоровського сільського поселення.
Населення — 63 особи (2010; 112 у 2002).
Національний склад (станом на 2002 рік):
- росіяни — 98 %